# Radosław Sobolewski
Radosław Sobolewski (ur. 13 grudnia 1976 w Białymstoku) – polski trener piłkarski i piłkarz, grający na pozycji defensywnego pomocnika, reprezentant Polski. Wieloletni zawodnik Wisły Kraków, w której w latach 2016–2019 pełnił, wraz z Kazimierzem Kmiecikiem, funkcje asystenta trenera lub tymczasowego trenera. W 2021 został trenerem Wisły Płock, a od 2022 do 2023 Wisły Kraków.

## Kariera klubowa

### Jagiellonia Białystok
Radosław Sobolewski swoją piłkarską karierę rozpoczynał w zespole Jagiellonii Białystok. W 1994 roku razem z drużyną juniorów Jagielloni zajął czwarte miejsce w mistrzostwach Polski. W tym samym roku trafił do pierwszej drużyny Jagielloni, gdzie od razu wywalczył sobie miejsce w podstawowym składzie zespołu z Białegostoku. W barwach Jagiellonii Białystok występował w I i II lidze. Grając w Jagiellonii trafił również do reprezentacji Polski U-18
.

### Wisła Płock
W 1998 roku przeniósł się do Petrochemii Płock. Występował tam na różnych pozycjach, zarówno w obronie jak i pomocy. W polskiej ekstraklasie zadebiutował 7 marca 1998 roku w spotkaniu z Rakowem Częstochowa. Przed sezonem 2001/2002 Sobolewski przebywał na zgrupowaniu z Polonią Warszawa, gdzie bardzo chciał go mieć w swoim zespole szkoleniowiec „Czarnych Koszul” Werner Liczka. Kluby nie dogadały się jednak co do kwoty wypożyczenia zawodnika. W grudniu 2001 roku Sobolewski doznał kontuzji, która wykluczyła go z gry do końca sezonu 2001/2002. Po wyleczeniu kontuzji popularny „Sobol” popadł w konflikt z działaczami płockiego klubu, bowiem ci nie chcieli wypłacić zawodnikowi zaległych pieniędzy za okres, gdy leczył kontuzję. Sobolewski nie chciał również przedłużyć kontraktu z Wisłą Płock na warunkach proponowanych przez działaczy. W wyniku tego konfliktu zawodnik został zesłany do rezerw płockiego klubu, występujących w IV lidze.

### Dyskobolia Grodzisk Wielkopolski
W styczniu 2003 roku po długich negocjacjach Sobolewski został wypożyczony na rok do Dyskobolii Grodzisk Wielkopolski. 15 marca 2003 roku w swoim debiucie w drużynie z Grodziska zdobył bramkę w 9. minucie meczu z Pogonią Szczecin. Przez całą rundę był pewnym punktem swojej drużyny i na koniec sezonu 2002/2003 wywalczył z nią wicemistrzostwo Polski. W kolejnym sezonie 2003/2004 swoje występy rozpoczął od strzelenia dwóch bramek w dwóch pierwszych kolejkach. Świetne występy Sobolewskiego na pozycji defensywnego pomocnika zaowocowały powołaniem do reprezentacji Polski. Równie dobrze wiodło mu się w pucharze UEFA, gdzie dotarł z Dyskobolią do III rundy rozgrywek. Niestety w październiku doznał kontuzji mięśnia przywodziciela i nie zagrał już do końca rundy jesiennej. W grudniu 2003 roku Dyskobolia wykupiła Radosława Sobolewskiego z Wisły Płock.

### Wisła Kraków

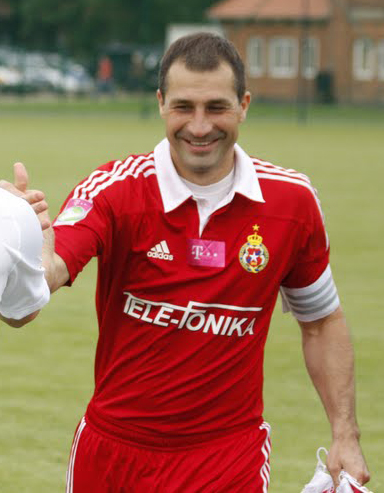
Radosław Sobolewski – kapitan Wisły Kraków

W styczniu 2005 roku Sobolewski podpisał kontrakt z Wisłą Kraków. Do „Białej Gwiazdy” trafił na zasadzie wolnego transferu. W Wiśle również stał się kluczowym zawodnikiem zespołu. Zadebiutował w drużynie „Białej Gwiazdy” 12 marca 2005 roku w ligowym meczu z GKS-em Katowice. Swoją pierwszą bramkę dla krakowskiego klubu w Ekstraklasie zdobył 20 marca 2005 roku w spotkaniu z Polonią Warszawa. Sezon 2004/2005 zakończył zdobyciem Mistrzostwa Polski z Wisłą oraz Pucharu Polski z Dyskobolią. W sezonie 2005/2006 w drugim meczu III rundy eliminacyjnej Ligi Mistrzów strzelił bramkę Panathinaikosowi w 78. minucie spotkania. W 90. minucie tego meczu dostał jednak drugą żółtą kartkę i musiał opuścić boisko, osłabiając zespół Wisły Kraków przed dogrywką. Sobolewski został wybrany „Najlepszym Piłkarzem Małopolski” za rok 2005 w XI plebiscycie Gazety Krakowskiej i MZPN-u.
W styczniu 2006 roku Sobolewskiego chciał mieć w swoich szeregach angielski zespół Southampton. Nie złożył jednak takiej oferty kupna zawodnika, która odpowiadałaby Wiśle.
Na początku 2008 roku Sobolewski mógł trafić do tureckiego Trabzonsporu, Wisła zaakceptowała ofertę 1,5 miliona euro, lecz do transferu nie doszło, gdyż turecki klub nie był w stanie okazać gwarancji bankowych dotyczących spłaty należności. W sezonie 2007/2008 Radosław Sobolewski zdobył swoje drugie Mistrzostwo Polski z Wisłą Kraków. W następnym sezonie Wisła Kraków z Sobolewskim w składzie powtórzyła sukces z poprzednich rozgrywek, a sam zawodnik 20 czerwca 2009 roku podpisał nowy kontrakt z krakowskim klubem, który obowiązywał do 30 czerwca 2011 roku. 29 września 2009 roku Sobolewski, który na ten czas rozegrał wszystkie mecze ligowe w sezonie 2009/2010, doznał kontuzji pachwiny, która wykluczyła do z gry do końca rundy jesiennej. Po zakończeniu sezonu Sobolewski został wybrany nowym kapitanem Wisły, zastępując Arkadiusza Głowackiego, który odszedł do tureckiego Trabzonsporu. Jako kapitan zespołu poprowadził drużynę „Białej Gwiazdy” do triumfu w rozgrywkach Ekstraklasy w sezonie 2010/2011. W maju 2011 i w lipcu 2012 roku dwukrotnie przedłużał o rok kontrakt z krakowską Wisłą. Z klubu odszedł z końcem sezonu 2012/2013.

### Górnik Zabrze
Z początkiem sezonu 2013/2014 jako wolny zawodnik związał się rocznym kontaktem z Górnikiem Zabrze. W klubie zadebiutował 19 lipca 2013 roku w wyjazdowym meczu przeciwko swojemu poprzedniemu klubowi Wiśle Kraków. Pierwsze trafienie dla Górników Sobol zaliczył w małych derbach Górnego Śląska przeciwko Piastowi Gliwice. Sezon 2013/2014 Sobolewski zakończył z dorobkiem 33 meczów i 7 bramek w lidze, co jest jego osobistym rekordem w Ekstraklasie. 21 maja 2014 roku Sobolewski przedłużył umowę z Górnikiem o kolejne dwa lata, co oznacza, że jest związany z zabrzańskim klubem do 30 czerwca 2016 roku.

## Kariera reprezentacyjna
W reprezentacji Polski zagrał w 32 spotkaniach, strzelając jedną bramkę. Zadebiutował 20 sierpnia 2003 roku w towarzyskim spotkaniu z reprezentacją Estonii. W 51. minucie tego spotkania zanotował swoje debiutanckie trafienie w barwach reprezentacji Polski. Był uczestnikiem Mistrzostw Świata w Niemczech, które odbyły się w 2006 roku. W meczu z reprezentacją Niemiec na mundialu w 75. minucie spotkania otrzymał jako pierwszy polski piłkarz czerwoną kartkę na Mistrzostwach Świata. W listopadzie 2007 roku postanowił zakończyć reprezentacyjną karierę, po spotkaniu Polska-Belgia kończącym udane dla reprezentacji Polski eliminacje do mistrzostw Europy 2008, w których Polska zajęła pierwsze miejsce w grupie i awansowała na Euro 2008.

## Kariera trenerska
Był asystentem trenera Dariusza Wdowczyka w Wiśle Kraków. W listopadzie 2016 został, wraz z Kazimierzem Kmiecikiem, tymczasowym pierwszym trenerem. Od stycznia 2017 pracował jako asystent nowego trenera Wisły Kiko Ramíreza. W maju poprowadził zespół w zastępstwie zawieszonego przez Komisję Ligi Ramíreza w meczu z Jagiellonią, a po zwolnieniu Hiszpana w grudniu tego samego roku ponownie został tymczasowym trenerem, prowadząc Wisłę w dwóch spotkaniach. Przez kolejne pół roku był asystentem Joana Carrillo. 18 czerwca nowym pierwszym trenerem został Maciej Stolarczyk, a Sobolewski, razem z Kmiecikiem i Mariuszem Jopem zostali jego asystentami.
4 sierpnia 2019 został trenerem Wisły Płock. 3 października 2022 został trenerem Wisły Kraków, zastępując na tym stanowisku Jerzego Brzęczka, którego był wcześniej asystentem. 31 maja 2024 został trenerem Odry Opole, został zwolniony 30 września tego samego roku.
11 sierpnia 2025 został trenerem Reprezentacji Polski U-18.

## Statystyki kariery klubowej
| Klub                  | Sezon                 | Liga                  | Liga  | Liga   | Puchary krajowe | Puchary krajowe | Puchary europejskie | Puchary europejskie | Suma  | Suma   |
| Klub                  | Sezon                 | Liga                  | Mecze | Bramki | Mecze           | Bramki          | Mecze               | Bramki              | Mecze | Bramki |
| --------------------- | --------------------- | --------------------- | ----- | ------ | --------------- | --------------- | ------------------- | ------------------- | ----- | ------ |
| Jagiellonia Białystok | 1994/1995             | II liga               | 32    | 3      | 1               | 0               | –                   | –                   | 33    | 3      |
| Jagiellonia Białystok | 1995/1996             | II liga               | 27    | 1      | 2               | 0               | –                   | –                   | 29    | 1      |
| Jagiellonia Białystok | 1996/1997             | III liga              | 23    | 4      | 0               | 0               | –                   | –                   | 23    | 4      |
| Jagiellonia Białystok | 1997/1998 (j)         | II liga               | 16    | 9      | –               | –               | –                   | –                   | 16    | 9      |
| Wisła Płock           | 1997/1998 (w)         | I liga                | 17    | 1      | –               | –               | –                   | –                   | 17    | 1      |
| Wisła Płock           | 1998/1999             | II liga               | 26    | 1      | 2               | 1               | –                   | –                   | 28    | 2      |
| Wisła Płock           | 1999/2000             | I liga                | 28    | 1      | 6               | 0               | –                   | –                   | 34    | 1      |
| Wisła Płock           | 2000/2001             | I liga                | 25    | 6      | 5               | 0               | –                   | –                   | 30    | 6      |
| Wisła Płock           | 2001/2002             | II liga               | 14    | 3      | 5               | 0               | –                   | –                   | 19    | 3      |
| Dyskobolia            | 2002/2003 (w)         | I liga                | 14    | 3      | –               | –               | –                   | –                   | 14    | 3      |
| Dyskobolia            | 2003/2004             | I liga                | 16    | 4      | 1               | 0               | 4                   | 0                   | 21    | 4      |
| Dyskobolia            | 2004/2005 (j)         | I liga                | 8     | 0      | 5               | 0               | –                   | –                   | 13    | 0      |
| Wisła Kraków          | 2004/2005 (w)         | I liga                | 12    | 1      | 5               | 0               | –                   | –                   | 17    | 1      |
| Wisła Kraków          | 2005/2006             | I liga                | 27    | 3      | 2               | 0               | 3                   | 1                   | 32    | 4      |
| Wisła Kraków          | 2006/2007             | I liga                | 18    | 2      | 3               | 0               | 7                   | 0                   | 28    | 2      |
| Wisła Kraków          | 2007/2008             | I liga                | 25    | 2      | 7               | 1               | –                   | –                   | 32    | 3      |
| Wisła Kraków          | 2008/2009             | Ekstraklasa           | 28    | 3      | 5               | 0               | 5                   | 0                   | 38    | 3      |
| Wisła Kraków          | 2009/2010             | Ekstraklasa           | 20    | 1      | 2               | 0               | 2                   | 0                   | 24    | 1      |
| Wisła Kraków          | 2010/2011             | Ekstraklasa           | 26    | 1      | 2               | 0               | 4                   | 0                   | 32    | 1      |
| Wisła Kraków          | 2011/2012             | Ekstraklasa           | 11    | 0      | 0               | 0               | 8                   | 0                   | 19    | 0      |
| Wisła Kraków          | 2012/2013             | Ekstraklasa           | 19    | 1      | 5               | 1               | –                   | –                   | 24    | 2      |
| Górnik Zabrze         | 2013/2014             | Ekstraklasa           | 33    | 7      | 4               | 1               | –                   | –                   | 37    | 8      |
| Górnik Zabrze         | 2014/2015             | Ekstraklasa           | 30    | 0      | 0               | 0               | –                   | –                   | 30    | 0      |
| Górnik Zabrze         | 2015/2016             | Ekstraklasa           | 17    | 3      | 0               | 0               | –                   | –                   | 17    | 3      |
| Suma                  | Jagiellonia Białystok | Jagiellonia Białystok | 98    | 17     | 3               | 0               | –                   | –                   | 101   | 17     |
| Suma                  | Wisła Płock           | Wisła Płock           | 110   | 12     | 18              | 1               | –                   | –                   | 128   | 13     |
| Suma                  | Dyskobolia            | Dyskobolia            | 38    | 7      | 6               | 0               | 4                   | 0                   | 48    | 7      |
| Suma                  | Wisła Kraków          | Wisła Kraków          | 186   | 14     | 31              | 2               | 29                  | 1                   | 246   | 17     |
| Suma                  | Górnik Zabrze         | Górnik Zabrze         | 80    | 10     | 4               | 1               | –                   | –                   | 84    | 11     |
| Ogólnie w karierze    | Ogólnie w karierze    | Ogólnie w karierze    | 512   | 60     | 62              | 4               | 33                  | 1                   | 607   | 65     |

## Statystyki kariery reprezentacyjnej
Bramki w reprezentacji
| #  | Data             | Gdzie            | Przeciwnik | Bramka | Rezultat | Rozgrywki  |
| -- | ---------------- | ---------------- | ---------- | ------ | -------- | ---------- |
| 1. | 20 sierpnia 2003 | Tallinn, Estonia | Estonia    | 0-1    | 1-2      | Towarzyski |

## Osiągnięcia

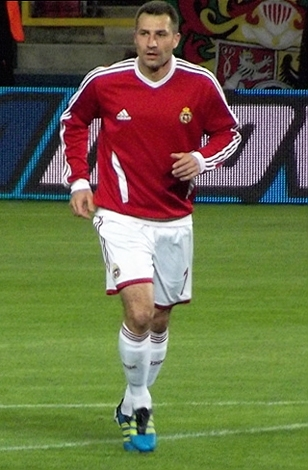
Sobolewski na rozgrzewce przed meczem Wisły Kraków

### Klubowe
Wisła Płock
- Mistrzostwo II ligi polskiej: 1998/1999

Dyskobolia
- Puchar Polski: 2004/2005

Wisła Kraków
- Mistrzostwo Polski (x4): 2004/2005, 2007/2008, 2008/2009, 2010/2011

### Indywidualne
- Piłkarski Oscar „Najlepszy pomocnik Ekstraklasy”: 2005
- Piłkarz miesiąca w Ekstraklasie: Marzec 2009
- Najlepsza '11' Ekstraklasy w plebiscycie PZP: 2009, 2010
- Tytuł „Ligowca Roku” przyznawany w plebiscycie tygodnika „Piłka Nożna”: 2013
- Tytuł "Trener miesiąca" Wrzesień 2019 - z Wisłą Płock